# Олімпійський стадіон (Баку)
Олімпійський стадіон (азерб. Bakı Olimpiya Stadionu) — футбольний стадіон, розташований у столиці Азербайджану Баку. На ньому виступає збірна Азербайджану з футболу.

## Історія

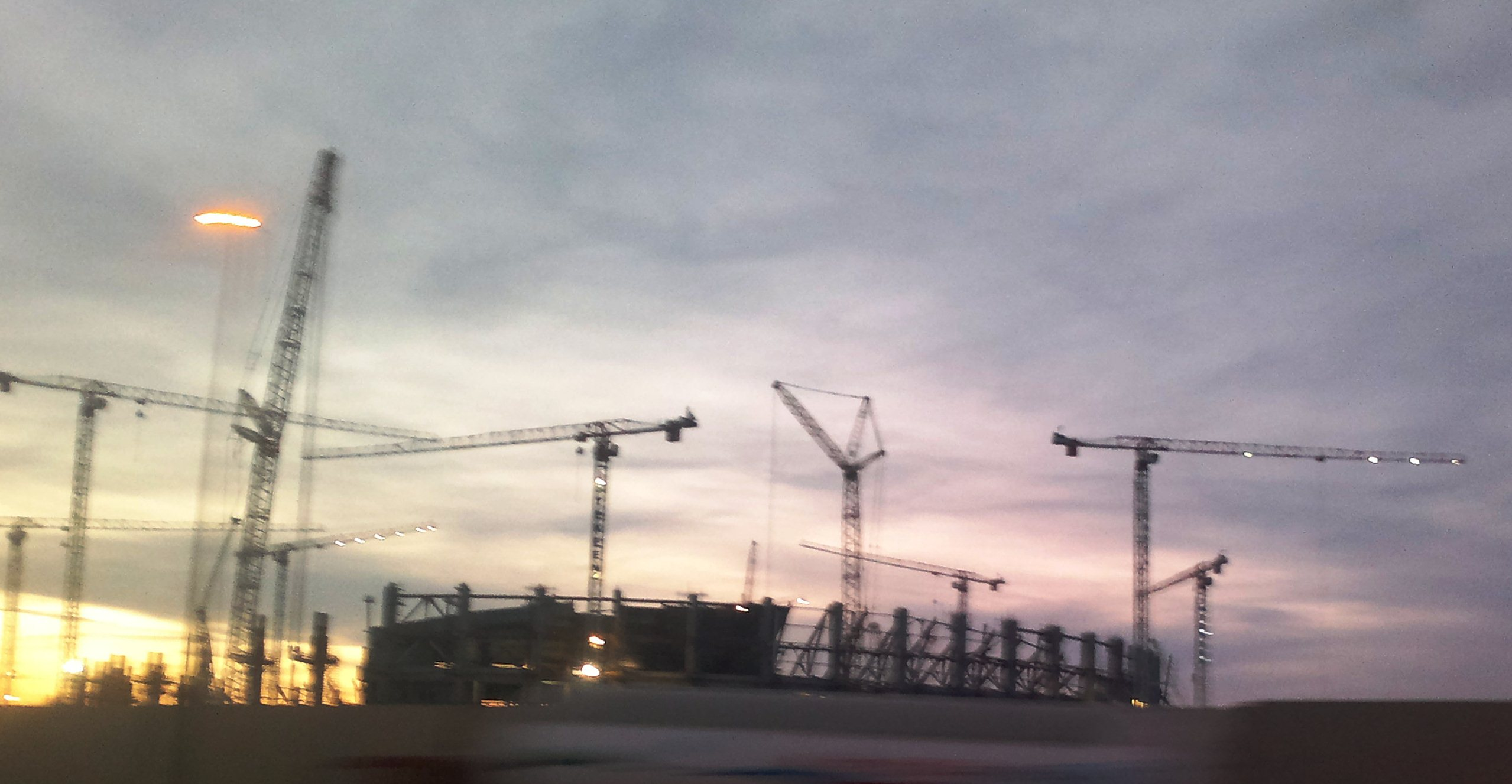
Момент будівництва стадіону в Баку.

6 червня 2011 року в рамках святкування 100-річчя азербайджанського футболу відбулася церемонія закладки фундаменту бакинського Національного стадіону. У церемонії взяли участь президент Азербайджану Ільхам Алієв його дружина Мехрібан Алієва, президент ФІФА Йозеф Блаттер та президент УЄФА Мішель Платіні, керівники різних федерацій, ветерани футболу та інші гості. Президент Азербайджану Ільхам Алієв був проінформований про подальші плани з будівництва стадіону. Виступаючи на церемонії, президент ФІФА Йозеф Блаттер сказав:
«Це дійсно красиво, велична будівля, і понад 60 тисяч футбольних уболівальників приходячи на стадіон зможуть насолоджуватися футболом».
6 березня 2015 року відбулось відкриття стадіону.
На стадіоні пройшли Європейські ігри 2015, зокрема змагання з легкої атлетики.
У 2019 році на стадіоні відбувся фінал Ліги Європи між англійськими клубами «Челсі» та «Арсенал», перемогу здобув «Челсі» з рахунком 4:1.
У 2020 році на стадіоні провели матчі групового раунду ЄВРО-2020.

## Панорама стадіону

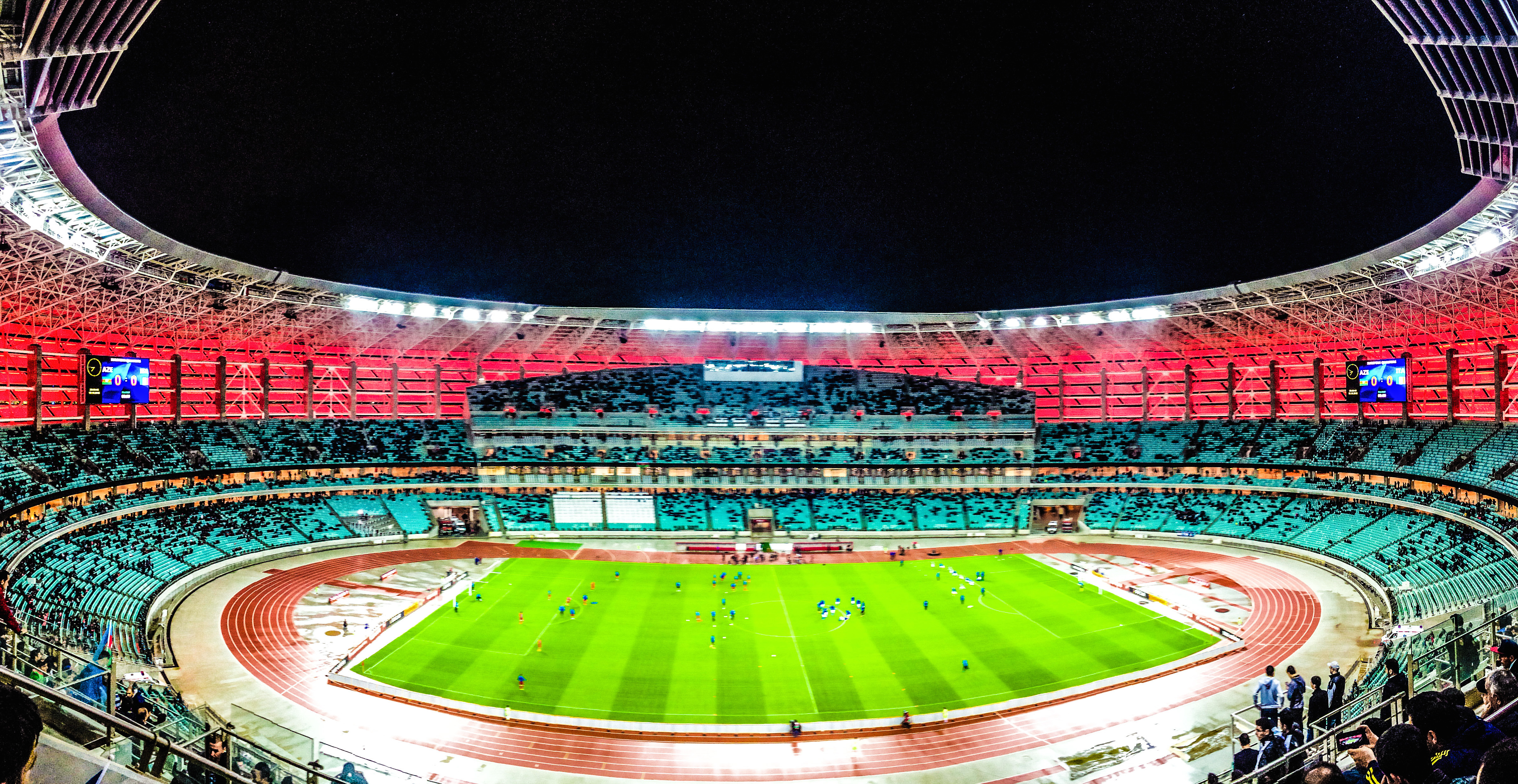
Олімпійський стадіон

## Матчі Євро-2020
| Дата           | Команда #1 | Результат | Команда #2 | Раунд      | Глядачі |
| -------------- | ---------- | --------- | ---------- | ---------- | ------- |
| 12 червня 2021 | Уельс      | 1–1       | Швейцарія  | Група A    | 8,782   |
| 16 червня 2021 | Туреччина  | 0–2       | Уельс      | Група A    | 19,762  |
| 20 червня 2021 | Швейцарія  | 3–1       | Туреччина  | Група A    | 17,138  |
| 3 липня 2021   | Чехія      | 1–2       | Данія      | 1/4 фіналу | 16,306  |

## Матчі національних збірних
| #  | Дата              | Збірні                          | Рахунок | Турнір               | Глядачі |
| -- | ----------------- | ------------------------------- | ------- | -------------------- | ------- |
| 1  | 10 жовтня 2015    | Азербайджан – Італія            | 1 – 3   | Кваліфікація ЧЄ 2016 | 20.000  |
| 2  | 17 листопада 2015 | Азербайджан – Молдова           | 2 – 1   | Товариський матч     |         |
| 3  | 8 жовтня 2016     | Азербайджан – Норвегія          | 1 – 0   | Кваліфікація ЧС 2018 | 35.000  |
| 4  | 5 жовтня 2017     | Азербайджан – Чехія             | 1 – 2   | Кваліфікація ЧС 2018 | 16.200  |
| 5  | 23 березня 2018   | Азербайджан – Білорусь          | 0 – 1   | Товариський матч     | 5.500   |
| 6  | 29 травня 2018    | Азербайджан – Киргизстан        | 3 – 0   | Товариський матч     |         |
| 7  | 7 вересня 2018    | Азербайджан – Косово            | 0 – 0   | Ліга націй 2018—2019 | 19.500  |
| 8  | 14 жовтня 2018    | Азербайджан – Мальта            | 1 – 1   | Ліга націй 2018—2019 | 16.200  |
| 9  | 17 листопада 2018 | Азербайджан – Фарерські острови | 2 – 0   | Ліга націй 2018—2019 | 12.653  |
| 10 | 5 вересня 2020    | Азербайджан – Люксембург        | 1 – 2   | Ліга націй 2020—2021 | 0       |
| 11 | 30 березня 2021   | Азербайджан – Сербія            | 1 – 2   | Кваліфікація ЧС 2022 | 0       |
| 12 | 7 вересня 2021    | Азербайджан − Португалія        | 0 – 3   | Кваліфікація ЧС 2022 | 20.574  |
| 13 | 9 жовтня 2021     | Азербайджан − Ірландія          | 0 – 3   | Кваліфікація ЧС 2022 | 6.852   |
| 14 | 11 листопада 2021 | Азербайджан − Люксембург        | 1 – 3   | Кваліфікація ЧС 2022 | 2.986   |
| 15 | 14 листопада 2021 | Азербайджан − Катар             | 2 – 2   | Товариський матч     | 1.537   |